# Forst BE
| BE ist das Kürzel für den Kanton Bern in der Schweiz. Es wird verwendet, um Verwechslungen mit anderen Einträgen des Namens Forst zu vermeiden. |

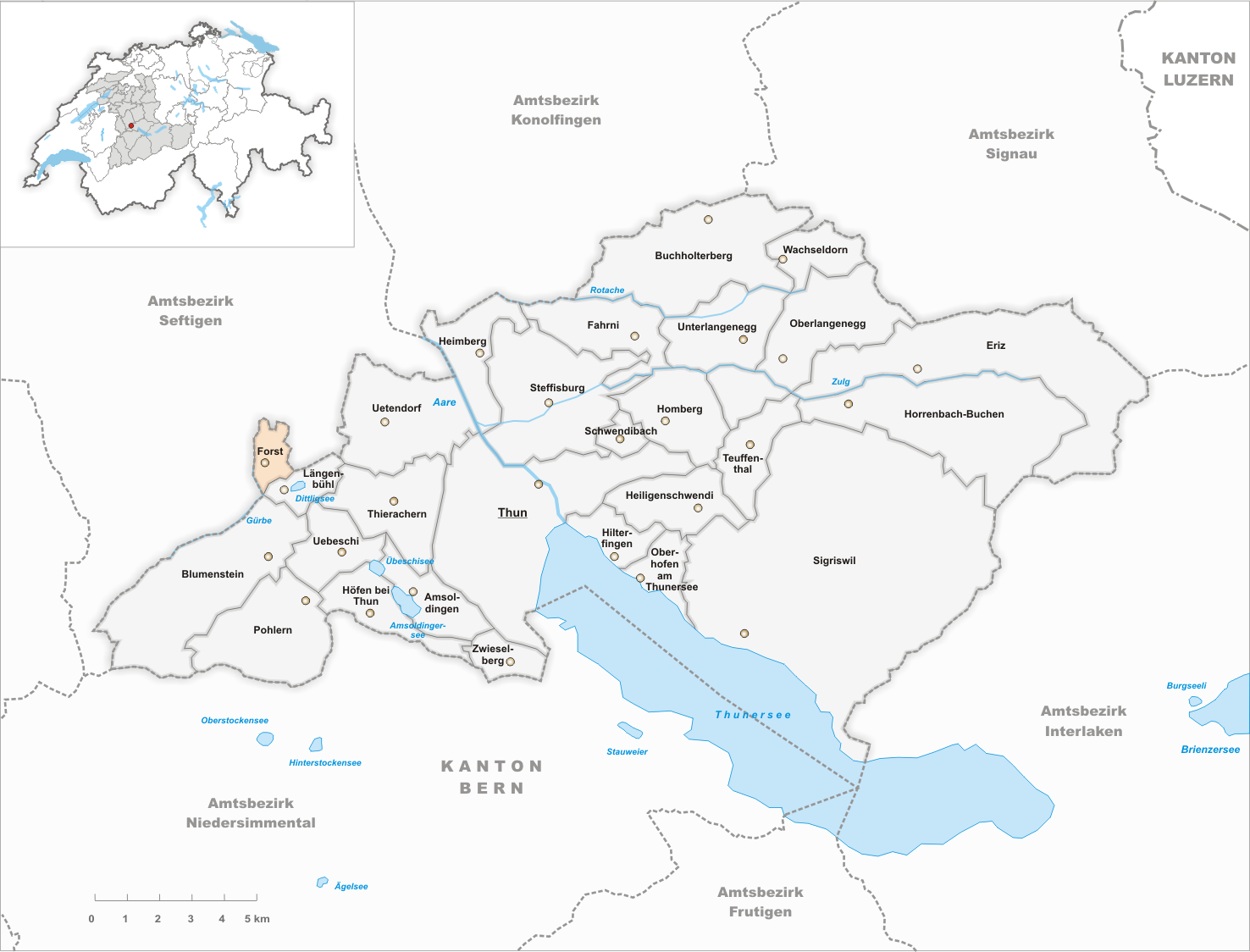
Gemeindestand vor der Fusion am 1. Januar 2007

Forst ist eine Ortschaft in der Einwohnergemeinde im Schweizer Kanton Bern. Bis zum 31. Dezember 2006 war Forst eine eigene Einwohnergemeinde. Am 1. Januar 2007 fusionierte diese mit der Gemeinde Längenbühl zur neuen Gemeinde Forst-Längenbühl.

## Geographie
Der Ort ist eine Streusiedlung in der Moränenlandschaft des oberen Gürbetals. Die wichtigsten Ortsteile sind das Dörfli, Allmid (Allmend), Chromen, Längmoos und Riedhubel. Vom ehemaligen Gemeindeareal von 185 ha wurden 79,7 % landwirtschaftlich genutzt, 11,8 % waren von Wald und Gehölz bedeckt und bloss 8,0 % Siedlungsfläche.

## Geschichte
Römische Fundamentmauern, die 1926 im Steinried zum Vorschein kamen, sowie Überreste eines römischen Gutshofes mit Badeanlage und eine Bronzemünze mit dem Bildnis des Kaisers Trajan, die im Seihenried entdeckt wurden, zeugen von einer frühen Besiedlung des heutigen Gemeindegebiets.

## Bevölkerung
Anfang 2005 zählte die Gemeinde 357 Einwohner. Davon waren 341 (= 95,52 %) Schweizer Staatsangehörige und 16 Zugewanderte aus dem Ausland.

## Verkehr
Die Ortschaft ist durch die Buslinie 51 Thun–Forst–Blumenstein der STI ans Netz des öffentlichen Verkehrs angebunden.

## Persönlichkeiten
- Ernst Hadorn (1902–1976), Entwicklungsbiologe und Genetiker
- Peter Hänni (* 1950), Rechtswissenschaftler und Hochschullehrer